# Durlinsdorf
Durlinsdorf é uma comuna francesa na região administrativa de Grande Leste, no departamento Alto Reno. Estende-se por uma área de 7,83 km². Em 2010 a comuna tinha 572 habitantes (densidade: 73,1 hab./km²).